# Ila-Uuksu (przystanek kolejowy)
Ila-Uuksu (ros. Иля-Ууксу) – przystanek kolejowy w miejscowości Uuksu, w rejonie pitkiaranckim, w Karelii, w Rosji. Położony jest na linii Janisjarwi – Łodiejnoje Pole.
Przystanek powstał w 1943, w okresie przynależności tych terenów do Finlandii. Poprzednio nosił nazwę Uuksu II (ros. Ууксу II, fiń. Uuksu II), zmienioną na obecną ok. 2020.
Wcześniej nazwę Ila-Uuksu nosiła stacja kolejowa Ila-Uuksu, położona 1,5 km na zachód (w stronę Janisjarwi) od opisywanego przystanku. 2,7 km na wschód (w stronę Łodiejnojego Pola) istniała mijanka Uuksu II. Współcześnie zarówno stacja, jak i mijanka nie istnieją.

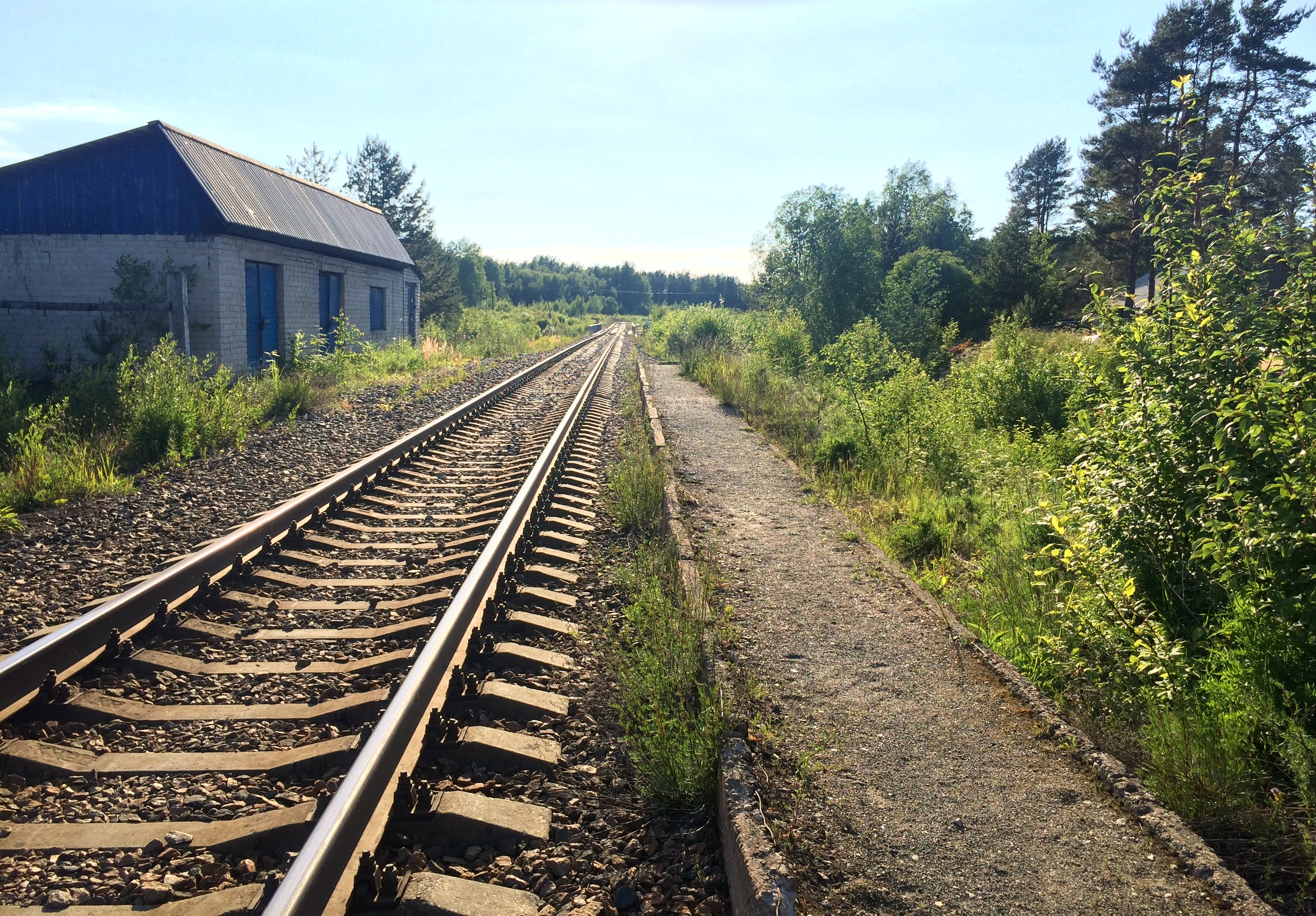
widok w stronę Janisjarwi